# Renault Vilvoorde
Renault Vilvoorde was een autoassemblagefabriek van de Franse groep Renault in de Belgische gemeente Vilvoorde, net ten noorden van Brussel.

## Geschiedenis
In 1922 richtte Renault het Belgisch Agentschap van Renault-automobielen op. In 1925 kocht Louis Renault een hangar van 42.229 vierkante meter in Vilvoorde die als distributiecentrum werd ingericht. Het was zijn eerste vestiging buiten Frankrijk. Vanaf 1935 werden hier ook auto's in elkaar gezet. Een honderdtal arbeiders bouwden er vijf à zes per dag.

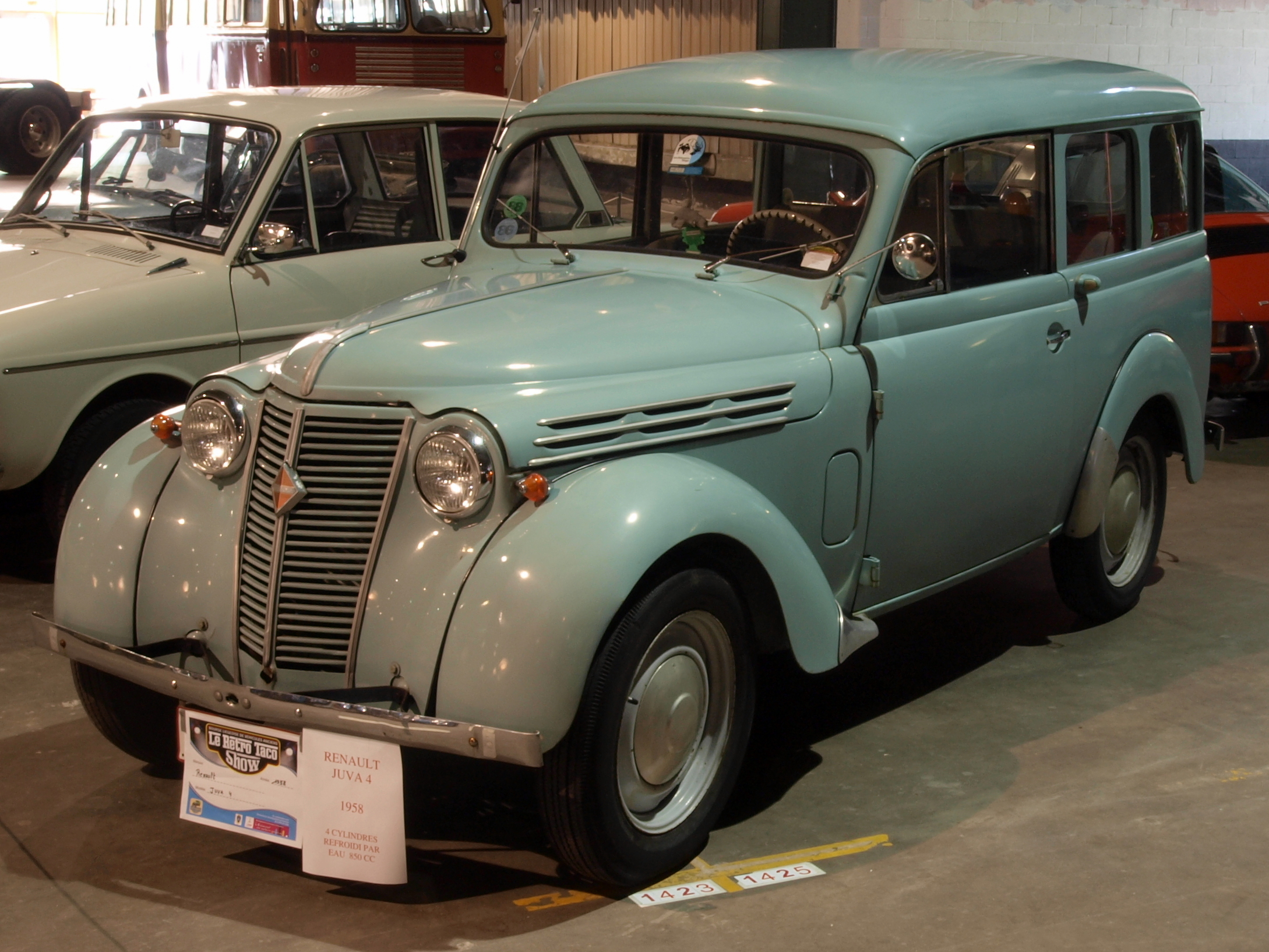
Een Renault Juva 4 uit 1958.

In 1943 werd de fabriek verwoest bij een bombardement om pas in 1948 opnieuw te openen. De toen 340 werknemers bouwden zo'n 2000 voertuigen per jaar. Twee jaar later was die productie al verdrievoudigd. In 1982 werd de fabriek middels een investering van twee miljard frank gerobotiseerd. Renault Vilvoorde was toen goed voor acht procent van de totale productie van de groep en negentig procent van de productie werd geëxporteerd. Op het einde van de jaren 1980 werkten er 3960 mensen.
Gedurende het volgende decennium daalde de productie gaandeweg tot zo'n 140.000 eenheden per jaar - zeven à achthonderd per dag - en gaan ook 900 banen verloren. Wel werd in 1992 nog acht miljard frank geïnvesteerd in de uitrusting van de fabriek.
De Renault-groep was intussen al jarenlang zwaar verlieslatend en kampte met overcapaciteit. Renault benutte midden jaren 1990 slechts tweede derde van haar productiecapaciteit. De Franse overheid, die eigenaar was, zette Georges Besse aan het roer. Die sneed in de kosten, stootte niet-kernactiviteiten af, trok Renault terug uit de autosport en liet duizenden werknemers afvloeien. Zodoende kon hij het verlies tegen 1986 halveren. Besse werd echter op 17 november 1986 vermoord door de Franse terreurbeweging Action Directe. Raymond Lévy nam zijn positie over. Die ging op dezelfde lijn verder, verkocht onder meer de Amerikaanse dochter American Motors, en slaagde erin Renault financieel te stabiliseren.
Midden jaren 1990 begon de groep echter opnieuw rode cijfers te schrijven. Volgens toenmalig topman Louis Schweitzer had dat alles te maken met het complexe productiesysteem. Zo werd de Clio toen in vijf verschillende landen gebouwd. In 1996 werd daarom de fabriek in Portugal al gesloten.

## Sluiting

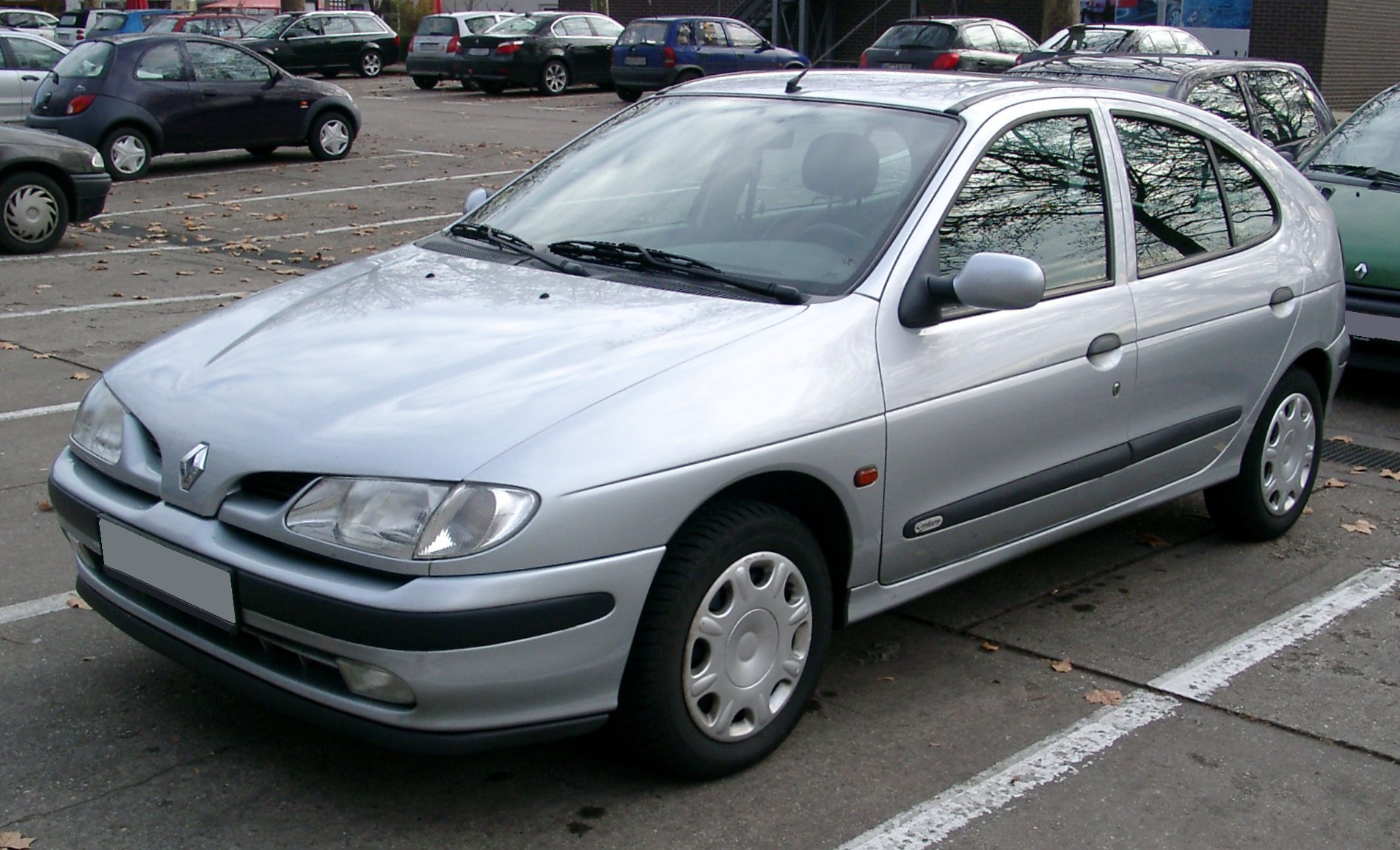
De Mégane werd ten tijde van de sluiting in Vilvoorde gebouwd.

Op 27 februari 1997 werd geheel onverwacht de sluiting van de fabriek aangekondigd middels een persconferentie. De sociale regels bij collectief ontslag waren daarbij genegeerd en de zaak leidde tot veel commotie. De fabriek en 5300 afgewerkte Renault Méganes werden gedurende maanden bezet door de werknemers om ze als inzet te gebruiken bij onderhandelingen. Ook werd op 11 maart 1997 een mars van tienduizenden Renault-werknemers op Parijs gehouden, waar de vakbondsleiders werden ontvangen door Renault-topman Louis Schweitzer. Daarnaast werden ook verschillende rechtszaken aangespannen vanwege de genegeerde regels.
Na de sluiting van de assemblagefabriek bleef de fabriek nog een toeleverancier waar een vierhonderdtal mensen werkten. In 2009 werd ook deze activiteit gestaakt en volgde een nieuw collectief ontslag. Tot 2012 werkten er nog 42 mensen die wagens nakeken voor deze aan klanten werden geleverd. In februari dat jaar werd bekendgemaakt dat ook deze laatste activiteit gestaakt werd.
In 1998 werd de zogenaamde Wet Renault van kracht die een situatie zoals die bij Renault Vilvoorde in de toekomst moest voorkomen. Met deze wet moest een voornemen tot collectief ontslag vooraf meegedeeld worden en moest hier vervolgens over onderhandeld worden. Ook werd het mogelijk om toegekende staatssteun terug te eisen.

## Gebouwde modellen
- Renault Juva 4
- Renault Dauphine
- Renault Frégate
- Renault 4
- Renault 5

- Renault 9 / 11
- Renault Super5
- Renault 21 / 21 Nevada
- Renault Clio
- Renault Mégane